# نقل المياه

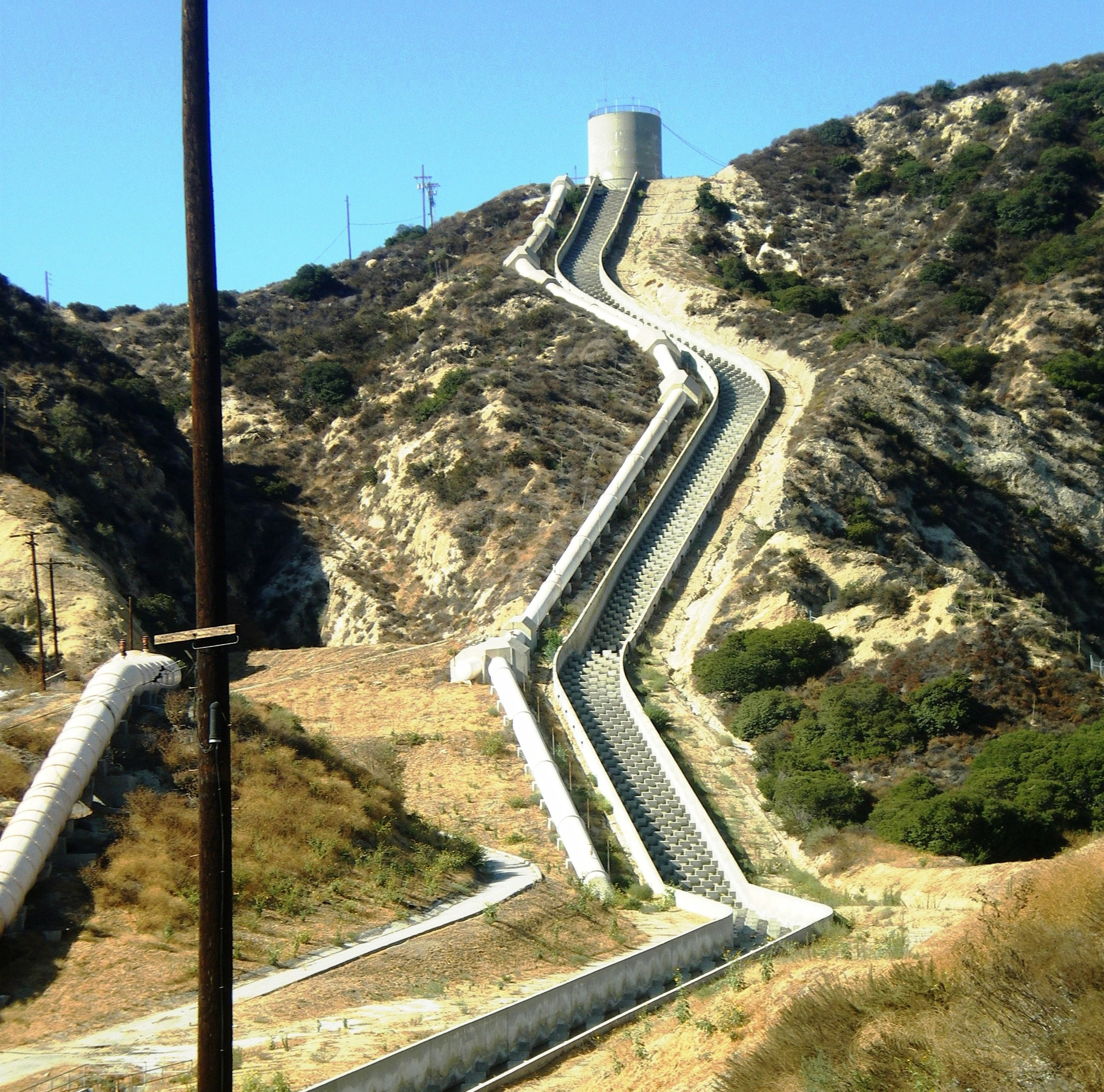
قناطر لوس أنجلوس

نقل الماء هو نقل المياه من المسطحات المائية إلى الأماكن الجافة أو أماكن إستخدامها. تنقسم وسائل نقل المياه إلى ثلاثة أقسام، هم:
- القناطر، وتشمل خطوط الأنانيب المثبته في قاع البحار والأنفاق.
- الحاويات، استخدام السفن لنقل حاويات ضخمة جدا لمسافات طويلة.
- القطر، فيها يتم استخدام قاطرة لجذب جبل جليدي على سبيل المثال أو أكياس مياه بسعة أكبر من 0.5 جيجا لتر.

النقل المائي شائع جدا على طول الأنهار والمحيطات. 

## مشاريع نقل المياة الرئيسية

الرسم التخطيطي لمشروع النهر الصناعي العظيم في الصحراء الكبرى.

القناة الصينية الكبرى، تم الانتهاء من انشاءه في القرن السابع الميلادي، بلغت مساحتها 1,794 كيلومتر (1,115 ميل).
قناطر كاليفورنيا، تقع بالقرب من ساكرامنتو، على بعد (715 كيلومتر) (444 ميل).
النهر الصناعي العظيم في الصحراء الكبرى، هو عبارة عن شبكة ضخمة من الأنابيب (1600 كيلومتر/ 994 ميل) ينقل المياه من طبقة المياه الجوفية الضخمة إلى أكبر المدن في المنطقة.
لتنمية مشروع كيتا تم استخدام محاريث تم تصنيعها خصيصا تمت تسميتها دونالدو وسيكاربو لبناء مستجمعات المياه. تم استغلال المساحة المجاورة لتلك المستجمعات لزراعة الأشجار. 
في استراليا، يجري حاليا تنفيذ مشروع كيمبرلي المائي لتحديد أفضل طرق نقل المياه من نهر فيتزروي إلى مدينة برث، من ضمن الخيارات التي يجرى النظر فيها إنشاء قناة طولها 3,700 كيلومتر، خط أنابيب لا يقل عن 1800 كيلومتر، ناقلات بحموله تتراوح من 300,000 إلى 500,000 طن، وأكياس مياء تحمل كلا منها ما بين 0.5 و 1.5 جيجا لتر.
كان خط أنابيب جولد فيدلز في أستراليا الغربية المبنى في عام 1903، هو أطول خط أنابيب بطول 597 كيلومتر. يمتد الخط المياه من نهر برث إلى أماكن تعدين الذهب في كالغورلي.

## نقل المياه اليدوي

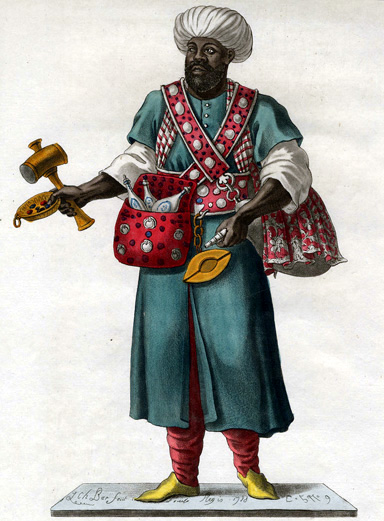
السقا، في مكة عام 1779.

قديما، كانت المياه تنقل يدويا في البلدان الجافة. كان يطلق على حامل هذه الوظيفة في الدول العربية «السقا»، بينما يطلق عليه اسم «بهيشتي» في الهند. كانت مهمه هذا الشخص هي توصيل المياه إلى المنازل يدويا، خاصة في المناطق الريفية.

## وصلات خارجية
- صفحة بيانات المياه في العالم.